# Wilmington, North Carolina
Wilmington är en stad i New Hanover County i delstaten North Carolina i USA och har ett invånarantal på 75 838 personer. Här spelades TV-serierna One Tree Hill och Dawsons Creek in. Wilmington är administrativ huvudort (county seat) i New Hanover County. Staden ligger nära Cape Fear Rivers mynning. Floden upptäcktes av den italienske upptäcktsresanden Verrazzano 1524 på uppdrag av den franske kungen. Först 200 år senare blev det en permanent bosättning och Wilmington grundades 1739.

## Kända personer från Wilmington
- Derek Brunson, MMA-utövare
- Charlie Daniels, musiker
- Barbara Guest, poet
- Alton Lennon, politiker
- James Thorington, politiker och diplomat
- Vaughn Wilson, skådespelare